# Tokimeki Memorial
Tokimeki Memorial (яп. ときめきメモリアル Токимэки Мэмориару, дословно — «Трепетные воспоминания») — серия компьютерных игр в жанре симулятор свиданий от Konami. Как сокращённое название обычно используется Tokimemo (яп. ときメモ), но официальным сокращением от Konami является Tokimeki (яп. ときめき).

## Игры серии

### Tokimeki Memorial
Tokimeki Memorial (яп. ときめきメモリアル Токимэки Мэмориару) — первая игра основной серии, была выпущена для PC Engine в 1994 году; стала последней игрой Konami для этой платформы. В 1995 вышло издание игры для PlayStation под названием Tokimeki Memorial: Forever with you (яп. ときめきメモリアル 〜forever with you〜), которое отличалось от оригинала улучшенным интерфейсом, графикой и звуком. Под этим же названием вышли издания для Sega Saturn (1996), ПК (1997) и PSP (2006). В 2009 году игра стала доступна для PlayStation 3 через сервис Game Archives. Издание для Super Famicom, вышедшее в 1996 году под названием Tokimeki Memorial: Densetsu no ki no shita de (яп. ときめきメモリアル 伝説の樹の下で Токимэки Мэмориару Дэнсэцу но ки но сита дэ), имело резко ухудшенное качество графики и звука, но к нему прилагался эксклюзивный компакт-диск с радио-драмой и новая постановка финальной темы «Futari no Toki», на этот раз исполненная большинством девушек, а не только Фудзисаки Сиори. Издание для Game Boy и Game Boy Color, вышедшее в 1999 году под названием Tokimeki Memorial POCKET, было разделено на две версии: Tokimeki Memorial POCKET Culture Version: Komorebi no Melody (яп. ときめきメモリアルPOCKET カルチャー編 〜木漏れ日のメロディ〜 Токимэки Мэмориару Покэтто карутя: хан 〜Коморэби но мэроди〜) и Tokimeki Memorial POCKET Sports Version: Kotei no Photograph (яп. ときめきメモリアルPOCKET スポーツ編 〜校庭のフォトグラフ〜 Токимэки Мэмориару Покэтто супо:цу хан 〜ко:тэй но фотогурафу〜), между которыми были разделены 10 персонажей оригинала и добавлены 3 новых.

### Tokimeki Memorial 2
Tokimeki Memorial 2 (яп. ときめきメモリアル2 Токимэки Мэмориару цу:) — вторая игра основной серии была выпущена в 1999 году для платформы PlayStation. В 2007 году вышло издание для мобильных телефонов, а в 2009 году, ровно через 10 лет после выхода оригинала, игра стала доступна на PlayStation 3 и PSP через сервис Game Archives.

### Tokimeki Memorial 3: Yakusoku no ano basho de
Tokimeki Memorial 3: Yakusoku no ano basho de (яп. ときめきメモリアル3 〜約束のあの場所で〜 Токимэки Мэмориару сури: 〜 Якусоку но ано басё дэ〜) — третья игра основной серии была выпущена в 2001 году для платформы PlayStation 2.

### Tokimeki Memorial 4
Tokimeki Memorial 4 (яп. ときめきメモリアル2 Токимэки Мэмориару фо:) — четвёртая игра основной серии была выпущена в 2009 году для платформы PSP.

### Tokimeki Memorial Girl's Side
Tokimeki Memorial Girl's Side (яп. ときめきメモリアル ガールズサイド Токимэки Мэмориару Га:рудзу сайдо) — первая игра побочной отомэ-серии Girl's Side была выпущена для PlayStation 2 в 2002 году. В 2007 году игра была портирована на Nintendo DS под названием Tokimeki Memorial Girl's Side 1st Love (яп. ときめきメモリアル ガールズサイド ファーストラブ Токимэки Мэмориару Га:рудзу сайдо фа:суто рабу), а в 2009 году была выпущена полностью озвученная версия Tokimeki Memorial Girl's Side 1st Love Plus.

### Tokimeki Memorial Girl's Side: 2nd Kiss
Tokimeki Memorial Girl's Side: 2nd Kiss (яп. ときめきメモリアル ガールズサイド セカンドキス Токимэки Мэмориару Га:рудзу сайдо сэкандо кису) — вторая игра побочной серии Girl's Side была выпущена для PlayStation 2 в 2006 году. В 2008 году игра была портирована на Nintendo DS под названием Tokimeki Memorial Girl's Side: 2nd Season.

### Tokimeki Memorial Girl's Side: 3rd Story
Tokimeki Memorial Girl's Side: 3rd Story (яп. ときめきメモリアル ガールズサイド サードストーリー Токимэки Мэмориару Га:рудзу сайдо са:до суто:ри:) — третья игра побочной серии Girl's Side была выпущена для Nintendo DS в 2010 году. В 2012 году игра была портирована на PSP под названием Tokimeki Memorial Girl's Side Premium 〜3rd Story〜.

### Tokimeki Memorial Online
Tokimeki Memorial Online (яп. ときめきメモリアルオンライン Токимэки Мэмориару Онрайн) — ММОРПГ, выпущенная в 2006 году для ПК. 31 июля 2007 года серверы игры были отключены.

### Tokimeki Restaurant ☆☆☆
Tokimeki Restaurant ☆☆☆ (яп. ときめきレストラン☆☆☆ Токимэки Рэсуторан ☆☆☆) — отомэ-игра, выпущенная в 2013 году для смартфонов на iOS и Android.

### Tokimeki Idol
Tokimeki Idol (яп. ときめきアイドル Токимэки Айдору) — музыкальная игра, выпущенная в 2018 году для смартфонов на iOS и Android.

## Медиа-издания

### Манга
Манга-адаптация Tokimeki Memorial Online выходила в журнале Dengeki Comic Gao! с 27 мая 2006 по 27 июля 2007 года под названием Tokimeki Memorial Only Love.

### Аниме
В 1999 году была выпущена 2 серийная OVA от Studio Pierrot, основанная на оригинальной игре.
В 2006 году Tokimeki Memorial Online был адаптирован в телевизионный сериал Tokimeki Memorial Only Love, выпущенный Konami Digital Entertainment Co., Ltd. и AIC A.S.T.A..
В 2009 году студией Asahi Production была выпущена OVA, основанная на Tokimeki Memorial 4.